# Macael
Macael é um município da Espanha 
na província de Almería, comunidade autónoma da Andaluzia, de área 44 km² com população de 6168 habitantes (2009) e densidade populacional de 140,18 hab/km². É famosa pela produção de mármore, de alta qualidade.

## Demografia
| Variação demográfica do município entre 1996 e 2008 | Variação demográfica do município entre 1996 e 2008 | Variação demográfica do município entre 1996 e 2008 | Variação demográfica do município entre 1996 e 2008 |
| --------------------------------------------------- | --------------------------------------------------- | --------------------------------------------------- | --------------------------------------------------- |
| 1996                                                | 2001                                                | 2004                                                | 2008                                                |
| 5956                                                | 5786                                                | 6002                                                | 6212                                                |